# Arachnura higginsi
Espèce
Synonymes
- Epeira higginsii L. Koch, 1872

Arachnura higginsi est une espèce d'araignées aranéomorphes de la famille des Araneidae.

## Distribution
Cette espèce est endémique d'Australie. Elle se rencontre dans les États du Sud de l'île principale et en Tasmanie.

## Description

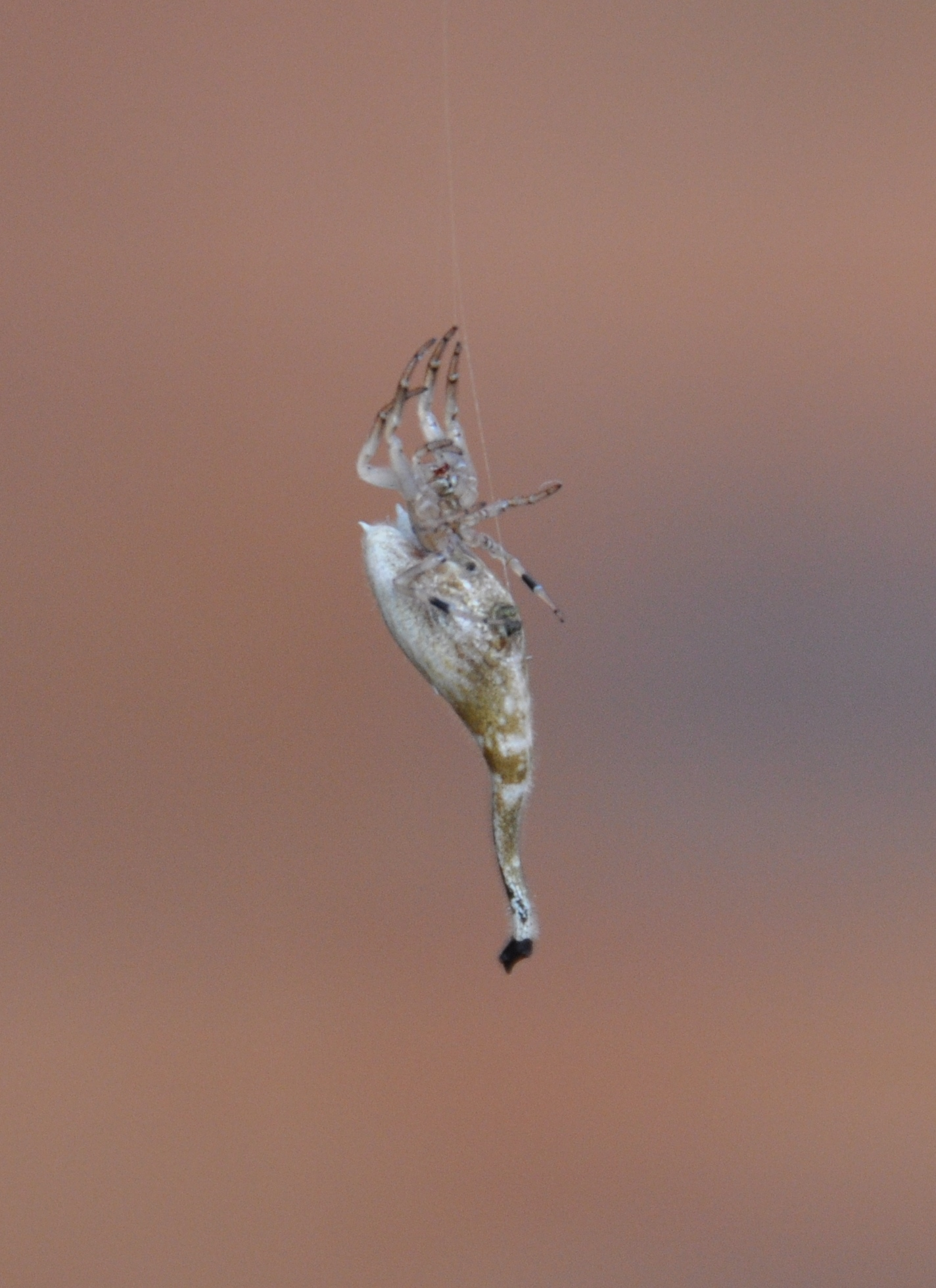
Arachnura higginsi de profil, à Bathurst en Australie.

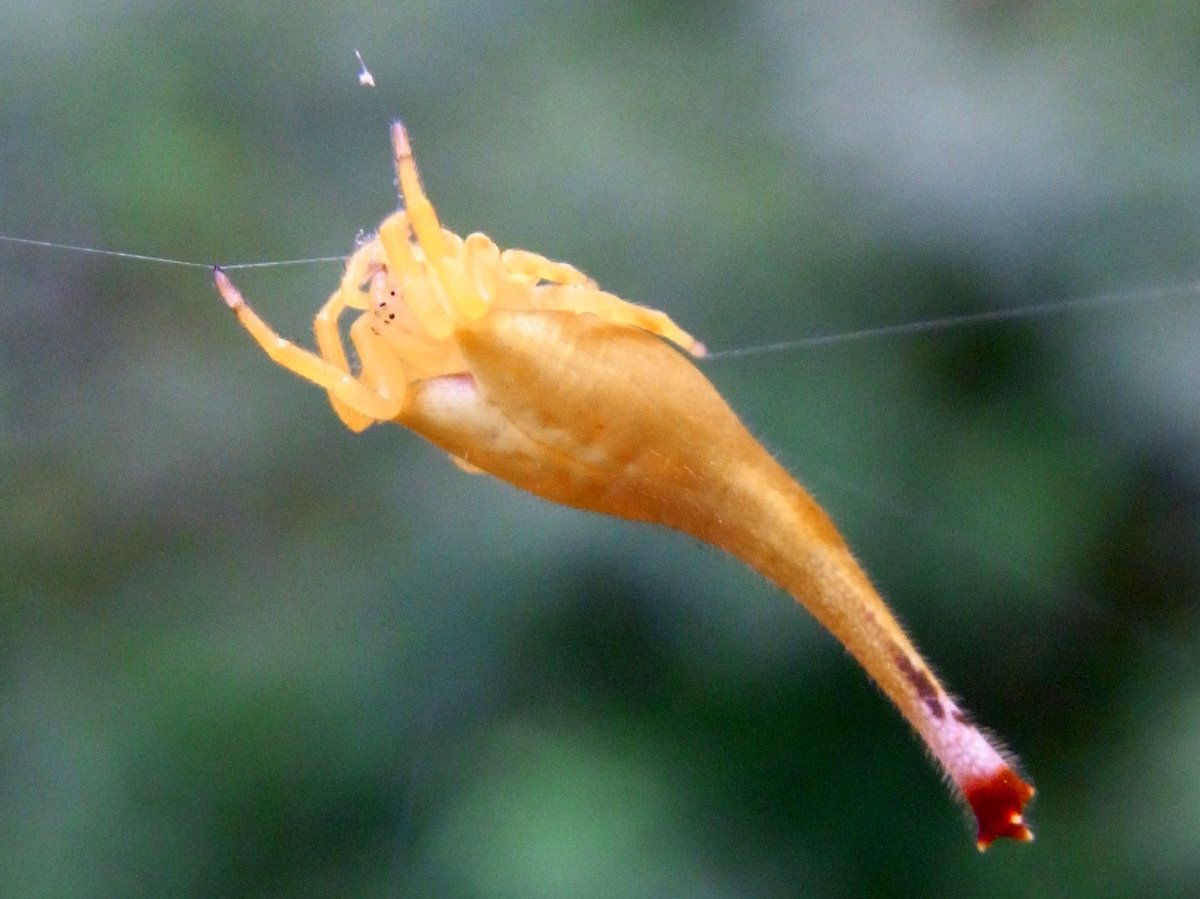
Arachnura higginsi de profil, à Chatswood West en Australie.

Ce sont des araignées de couleur crème à marron, parfois un peu jaunêtre. Cette espèce présente un important dimorphisme sexuel, les femelles mesurent de 11 à 12 mm en moyenne et les mâles seulement de 2 à 3 mm,. Les femelles ont l'abdomen prolongé par une longue queue à extrémité rougeâtre ou noirâtre qui, lorsqu'elle est relevée, leur confère une allure de scorpion. Les mâles, beaucoup plus petits, ont une queue très réduite voire absente.

## Éthologie
Cette araignée vit au centre de sa toile de forme orbiculaire accrochée dans un buisson, ou accrochée à un fil solide portant très souvent des débris de ses proies et parfois aussi un sac d'œufs.

### Reproduction
La femelle produit jusqu'à huit sacs d'œufs jaunâtres qu'elle accroche à sa toile ou à un fil de soie, soit une soixantaine d'œufs mesurant chacun 0,8 mm de diamètre. Ces sacs sont camouflés par la présence fréquentes des débris des insectes dont l'araignée s'est nourrie.

## Publication originale
- L. Koch, 1872 : Die Arachniden Australiens. Nürnberg, vol. 1, p. 105-368 (texte intégral).